# Bair Island
Bair Island est une île de 11 km2 située dans la baie de San Francisco, plus précisément à Redwood City (Californie). 
L'île fait partie du Don Edwards San Francisco Bay National Wildlife Refuge. Même si quelques parties de l'île sont gérées par l'État de Californie, c'est le refuge qui est propriétaire de l'île.
Blair Island accueille de nombreuses espèces, dont certaines en danger. L'île permet le repos des oiseaux en migration.